# Toxorhina (Ceratocheilus) nigripleura
Toxorhina (Ceratocheilus) nigripleura is een tweevleugelige uit de familie steltmuggen (Limoniidae). De soort komt voor in het Afrotropisch gebied.